# Madagascar 3 - Ricercati in Europa
Madagascar 3 - Ricercati in Europa (Madagascar 3: Europe's Most Wanted) è un film d'animazione del 2012 diretto da Conrad Vernon, Eric Darnell e Tom McGrath. Il film è il sequel di Madagascar 2 - Via dall'isola (2008), ed in totale il terzo ed ultimo lungometraggio della serie Madagascar, cominciata nel 2005 con l'omonimo film. Viene seguito dal film spin-off I pinguini di Madagascar.
Madagascar 3 ha avuto la sua prima mondiale al Festival di Cannes 2012, il 18 maggio 2012, ed è stato distribuito negli Stati Uniti l'8 giugno. Ha ricevuto recensioni generalmente favorevoli dalla critica cinematografica ed è stato l'ottavo film di maggior incasso del 2012 e il maggior incasso del franchise di Madagascar, con un incasso totale di oltre $ 746 milioni a fronte di un budget di produzione di $ 145 milioni.

## Trama
(Tagline del film sulla locandina)
I pinguini e le scimmie, partiti un anno prima, si stanno godendo la luna di miele a Monte Carlo. Nel mentre, nella riserva del Kenya si sta festeggiando il compleanno di Alex: gli amici gli regalano un plastico di fango di New York, facendo crescere la nostalgia per lo zoo di Central Park in cui vivevano. I protagonisti decidono quindi di raggiungere i pinguini nel principato di Monaco, anche in compagnia di Re Julien, Maurice e Mortino, per poter riprendere il viaggio verso gli Stati Uniti. Arrivati dopo aver nuotato a lungo nell'Oceano con le canne da subacquei, si intrufolano nel Casinò di Monte Carlo dove vedono le scimmie Phil e Mason, travestite da re di Versailles, insieme ai pinguini per non farsi riconoscere come animali. Nel tentativo di raggiungerli, tuttavia, Gloria distrugge il soffitto di vetro del casinò piombando sulla folla e seminando il panico.
Dopo una rocambolesca fuga per le vie della città, vengono salvati dagli scimpanzé sull'aereo dei pinguini e partono, ma ora sono ricercati in tutta Europa. A capo di tale ricerca c'è il capitano Chantal DuBois, una malvagia donna francese e guida di una squadra di accalappiatori, anche se il suo vero scopo è quello di aggiungere ai suoi trofei di teste di animali quella del leone. A causa di un guasto all'aereo dei pinguini, il gruppo precipita vicino ad una stazione ferroviaria francese, raggiunto poco dopo dalla polizia. Non potendo riparare più l'aereo, dopo tutte le cadute che ha fatto, e tentando di fuggire dalle guardie, Alex e i suoi compagni si intrufolano nel treno di un circo in partenza per Roma. Qui incontrano una tigre russa di nome Vitaly, una femmina di giaguaro brasiliana chiamata Gia e un leone marino italiano di nome Stefano. I pinguini comprano l'intero circo con gli ultimi diamanti e pietre preziose rimaste. Alex si innamora di Gia, mentre re Julien incontra una femmina di orso bruno di nome Sonya, innamorandosene.
Durante il viaggio sul treno, scoprono che la tappa dopo Roma è Londra e che se il loro spettacolo avrà successo verranno scelti per un tour in America, riuscendo quindi a tornare a New York. Purtroppo, però, l'esibizione al Colosseo non va affatto bene e, inseguiti da una miriade di persone che rivogliono indietro i soldi per l'ingresso, riescono ugualmente a fuggire sul treno, ma perdono la somma dello spettacolo che finisce nelle mani degli spettatori. Nel frattempo, DuBois viene arrestata per aver preso delle motociclette alla polizia, ma raggirando le guardie riesce a fuggire, arrivando a scoprire che Alex è il leone smarrito dello zoo di Central Park, affiggendo in giro dei volantini per chiederne il ritrovamento.
Sul treno per Londra, Alex viene a sapere la verità sul passato di Vitaly: lui era un grande circense ammirato da tutti con la capacità di passare attraverso piccoli anelli utilizzando l'olio di oliva, ma un giorno, cercando di passare attraverso un piccolo anello incendiato, si ustionò e da quel momento Vitaly perse la fiducia in sé stesso. Grazie ai suggerimenti di Alex e degli altri, riescono a rinnovare il loro spettacolo, tornando ad essere così degli artisti affermati e combattendo contro i loro sentimenti nostalgici e distaccati. Durante le prove dello spettacolo ritorna DuBois, costringendo gli animali a interrompere le prove e a ripartire per Londra, dove presentano il loro spettacolo. L'esibizione va a gonfie vele, facendogli vincere il contratto per l'America: anche Vitaly supera le sue paure e riesce a passare attraverso un piccolo anello incendiato utilizzando del balsamo per capelli.
Poco dopo DuBois fa ritorno e i pinguini riescono a sbarazzarsi di lei. A causa del volantino della donna in cui è fotografato Alex allo zoo, Vitaly e Gia capiscono che loro non sono mai stati animali da circo e così Alex e i suoi amici vengono cacciati via dal circo, anche se i pinguini rimangono. Intanto re Julien lascia Sonya, per poter tornare allo zoo, seppur piangente. Con una nave guidata questa volta dagli uomini, i quattro protagonisti arrivano a New York, ed anche il circo si ferma lì. Alex, Marty, Gloria e Melman rivedono il loro zoo, ma decidono comunque di riunirsi al circo: proprio in quel momento vengono rapiti da DuBois che però, essendo stata vista dai proprietari dello zoo poco dopo aver tentato di uccidere Alex, è costretta a consegnare gli animali ai legittimi proprietari. Nonostante ciò, la donna tenta ugualmente di uccidere il leone sotto gli occhi degli spettatori con un dardo mortale. Prima che il dardo lo possa uccidere, Alex viene salvato insieme ai suoi amici dagli animali del circo: alla fine, il leone riesce a sconfiggere DuBois a cui viene sparata una freccetta narcotizzante che la fa svenire.
Alex e i suoi amici scelgono infine di restare con gli animali del circo per vivere una vita piena di avventure perché capiscono che quella è diventata la loro casa e con il circo che ha ottenuto un gran successo gireranno il mondo.
Invece DuBois, legata e imbavagliata, viene spedita in Madagascar insieme ai suoi quattro agenti con la stessa nave del primo film.

## Produzione
L'amministratore delegato DreamWorks Animation Jeffrey Katzenberg ha confermato nel 2008 che ci sarebbe stato un ulteriore sequel ai film Madagascar e Madagascar 2 - Via dall'isola. Katzenberg ha dichiarato: "C'è almeno un altro capitolo. Alla fine vogliamo vedere i personaggi che fanno ritorno a New York." Al Television Critics Association press tour nel gennaio del 2009, è stato chiesto a Katzenberg se ci sarebbe stato un terzo film della serie. Lui ha risposto: "Sì, stiamo facendo Madagascar 3 ora e uscirà nell'estate del 2012."
Una quantità significativa di effetti di animazione e visivi sono stati fatti alla DreamWorks Dedicated Unit, un gruppo con sede in India nella Technicolor.

## Promozione
Il primo trailer del film in lingua originale è stato pubblicato il 7 dicembre 2011, mentre il teaser trailer italiano è stato diffuso il 20 dicembre 2011. Il poster italiano è stato invece diffuso online il 21 marzo 2012.

## Distribuzione
La pellicola è stata in lista nella sezione fuori concorso del Festival di Cannes 2012. Il film è stato distribuito nelle sale statunitensi l'8 giugno 2012, e in quelle italiane il 22 agosto 2012.

## Colonna sonora
La colonna sonora del film è stata pubblicata su Interscope Records
1. New York City Surprise - Hans Zimmer
2. Gonna Make You Sweat (Everybody Dance Now) - Robert Clivillés (accreditato come Robert Clivilles, lasciando via l'accento alla "e" prima della "s" finale) and Freedom Williams
3. Wannabe - Danny Jacobs
4. Game on - Hans Zimmer
5. Hot in Herre - Danny Jacobs, Pharrell Williams
6. We No Speak Americano - Renato Carosone, Matthew Handley, Duncan MacLennan, Nicola Salerno, Andrew Stanley
7. Light The Hoop on fire !  - Hans Zimmer
8. La donna è mobile (Rigoletto) - Giuseppe Verdi
9. Sabre Dance - Aram Kachaturian
10. Con te partirò - Andrea Bocelli
11. Fur power ! - Hans Zimmer
12. Non, je ne regrette rien - Frances McDormand
13. Born free - Hans Zimmer
14. Love Always Comes As A Surprise - Peter Asher
15. Firework - Katy Perry
16. Rescue Stefano - Hans Zimmer
17. Afro Circus/I Like To Move It ! - Chris Rock, Sacha Baron Cohen

## Accoglienza

### Incassi
Il film ha incassato 216391482 $ in Nord America e 530529792 $ nel resto del mondo, per un totale di 746921274 $. È il film con il maggior incasso della franchise e il secondo film d'animazione di maggiore incasso del 2012, preceduto da L'era glaciale 4 - Continenti alla deriva.  Ha esordito ai botteghini italiani con ben € 1.43 milioni incassati nella giornata d'uscita, sfiorando così i € 1900 per copia e stabilendo il record d'incasso per un film d'animazione uscito nella giornata di mercoledì. In Italia ha incassato 21912434 € ed è il 44º film col maggiore incasso.

### Critica
Su Rotten Tomatoes, il film ha un punteggio di approvazione del 78% basato su 132 recensioni, con una valutazione media di 6,7/10; il consenso critico recita: "Frenetico e dai colori sgargianti, Madagascar 3 è abbastanza sciocco per i bambini piccoli, ma vanta abbastanza intelligenza sorprendente per coinvolgere i genitori lungo la strada." Questo segna il miglior consenso di revisione generale del franchise che ha mostrato un miglioramento del favore della critica; il film originale ha ottenuto il 55%, e il sequel il 64%. Su Metacritic, detiene un punteggio di 60/100 basato su 26 recensioni, che indica "recensioni contrastanti o medie."
Lisa Kennedy di The Denver Post ha dato al film 3,5 stelle su 4 e ha detto: "Di tanto in tanto accade l'improbabile: un sequel supera l'originale." Colin Covert di Star Tribune ha detto che Madagascar 3 ha fissato uno standard elevato per la commedia dei cartoni animati ed era quasi troppo buono per i bambini, assegnandogli 3,5 su 4 stelle. Lo studioso di cinema Timothy Laurie ha scritto che lo sviluppo della trama di Madagascar 3 è "accompagnata da grandi porzioni di crescita personale e contorni di romanticismo stracotto."

## Riconoscimenti
- 2012 - Critics' Choice Awards
  - Candidatura Miglior film d'animazione
- 2012 - Satellite Award
  - Candidatura Miglior film d'animazione o a tecnica mista
  - Candidatura Miglior canzone originale (Love Always Comes as a Surprise) a Peter Asher e David A. Stewart
- 2013 - People's Choice Award
  - Candidatura Miglior film affiliante
- 2012 - Teen Choice Awards
  - Candidatura Miglior film d'animazione
  - Candidatura Miglior film commedia o musicale per l'estate
  - Candidatura Miglior voce a Chris Rock
- 2013 - Annie Award
  - Candidatura Migliori effetti animati a Ji Hyun Yoon
  - Candidatura Miglior character design a Craig Kellman
  - Candidatura Miglior scenografia a Kendal Cronkhite, Shannon Jeffries, Lindsey Olivares e Kenard Pak
  - Candidatura Miglior storyboarding a Robert Koo
- 2013 - ASCAP Award
  - Top Box Office Films a Hans Zimmer
- 2013 - Black Reel Awards
  - Candidatura Miglior voce a Chris Rock
- 2013 - Central Ohio Film Critics Association Awards
  - Candidatura Miglior film d'animazione
- 2012 - Golden Trailer Awards
  - Candidatura Miglior film d'animazione/per la famiglia
- 2013 - Huabiao Awards
  - Miglior film straniero
- 2013 - Nickelodeon Kids' Choice Awards
  - Candidatura Miglior film d'animazione
  - Candidatura Miglior voce a Ben Stiller
  - Candidatura Miglior voce a Chris Rock
- 2013 - Russian National Movie Awards
  - Miglior film d'animazione
- 2013 - Behind the Voice Actors Awards
  - Candidatura Miglior doppiaggio femminile a Frances McDormand
  - Candidatura Miglior cast di doppiaggio
- 2013 - MovieGuide Awards
  - Candidatura Miglior film per la famiglia

## Altri media

### Videogioco
Il 5 giugno 2012 è stato pubblicato il videogioco Madagascar 3 - Ricercati in Europa per Wii, Nintendo 3DS, Nintendo DS, Xbox 360 e PlayStation 3.

### Musical
Nel 2013 è andato in scena il musical ispirato al terzo capitolo della saga presso il parco divertimenti di Gardaland in collaborazione con DreamWorks, chiamato Madagascar Live! It's Circus Time. Lo spettacolo narra le vicende dei protagonisti: I pinguini di Madagascar, Alex il leone, Gloria e Re Julien, indaffarati nella realizzazione del loro spettacolo da circo di soli animali, nel mentre però Du Bois gli sta dando la caccia per riportarli allo zoo. Lo spettacolo termina con l'iconica Firework di Katy Perry e I like to Move It, come nella scena finale del film.
Oltre alla versione italiana, è stata prodotta una versione tedesca in scena all'Heide Park e una sud-coreana in scena all'Everland Adventure Park.

## Possibile sequel
L'allora amministratore delegato della DreamWorks Animation, Jeffrey Katzenberg, dichiarò nel dicembre 2010 che probabilmente ci sarebbe stato un quarto capitolo del franchise affermando: "Alla fine torneranno a New York e faranno i conti con questo, cosa che faranno in questo prossimo capitolo. A causa del modo in cui il film si conclude, probabilmente ce n'è uno in più per loro". Tuttavia, nel giugno 2012, il responsabile del marketing mondiale della DreamWorks Animation, Anne Globe, ha dichiarato: "È troppo presto per dirlo. Non si è discusso molto al riguardo". Un mese dopo, Eric Darnell, che ha co-diretto tutti e tre i film, parlò della possibilità del quarto film, sottolineando: "Devono accadere due cose. La prima è che il mondo deve volere Madagascar 4, perché se non lo vogliono, non importa cosa facciamo. E l'altra cosa è che, anche se il mondo volesse Madagascar 4, dobbiamo assicurarci di avere un'idea che sia incredibile, che sia grandiosa, che sia inaspettata. Se il pubblico lo vorrà e avremo una grande idea, vedremo... forse." Nel giugno 2014, l'uscita del film era prevista per il 18 maggio 2018. Nel gennaio 2015, Madagascar 4 è stato rimosso dal programma di uscita a seguito di una ristrutturazione aziendale e della nuova politica della DreamWorks Animation di distribuire due film all'anno. Nell'aprile 2017, Tom McGrath ha detto riguardo al film: "Ci sono delle cose in lavorazione, non è ancora stato annunciato nulla, ma penso che mostreranno i loro volti ancora una volta..."